# Jamides evansi
Jamides evansi är en fjärilsart som beskrevs av Riley och Corbet 1938. Jamides evansi ingår i släktet Jamides och familjen juvelvingar. Inga underarter finns listade i Catalogue of Life.